# Liste der Museen in Köln
Dieser Artikel listet Museen in Köln. In der Stadt leben und arbeiten über tausend professionelle Kunstschaffende, es gibt mehrere Hochschulen, Akademien und Weiterbildungseinrichtungen im Bereich Kunst, das Zentralarchiv des internationalen Kunsthandels sowie zahlreiche Kunst- und Kulturfestivals, -preisen und -verlagen. Art Cologne und Photokina sind bedeutende Kunstmessen.
Sammlungsschwerpunkte der Museen in Köln bilden die 2000-jährige Geschichte der Stadt und des Rheinlands sowie angewandte und bildende Kunst von der Antike bis zur Gegenwart. Im Gegensatz zu vielen anderen Regionen Deutschlands, verfügt das Rheinland über wenig höfische Sammlungen. Bezeichnend für die Kölner Museumslandschaft ist daher die Bedeutung der städtischen Sammlungen, oft aufbauend auf bürgerlichen Initiativen. Einer der ersten Förderer von Kunst und Geschichte war Ferdinand Franz Wallraf; hervorzuheben sind auch das Engagement des Kölnischen Kunstvereins und die Stiftungen des Sammlerehepaars Irene und Peter Ludwig. Laut der Stadt Köln ist sie die Stadt mit den deutschlandweit meisten Museen, welche aus städtischem Etat finanziert werden.

## Museen

### Städtische Museen

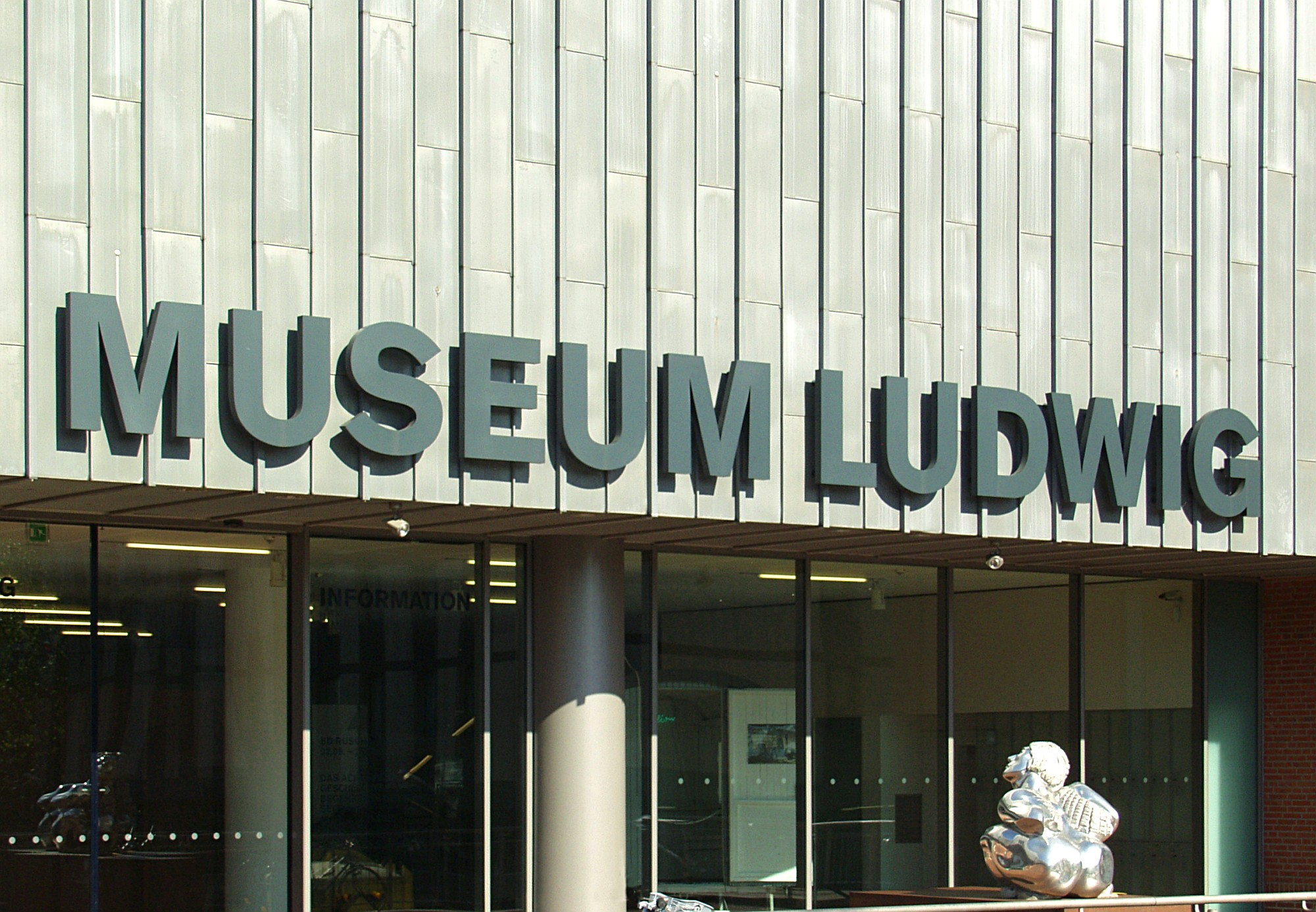
Museum Ludwig

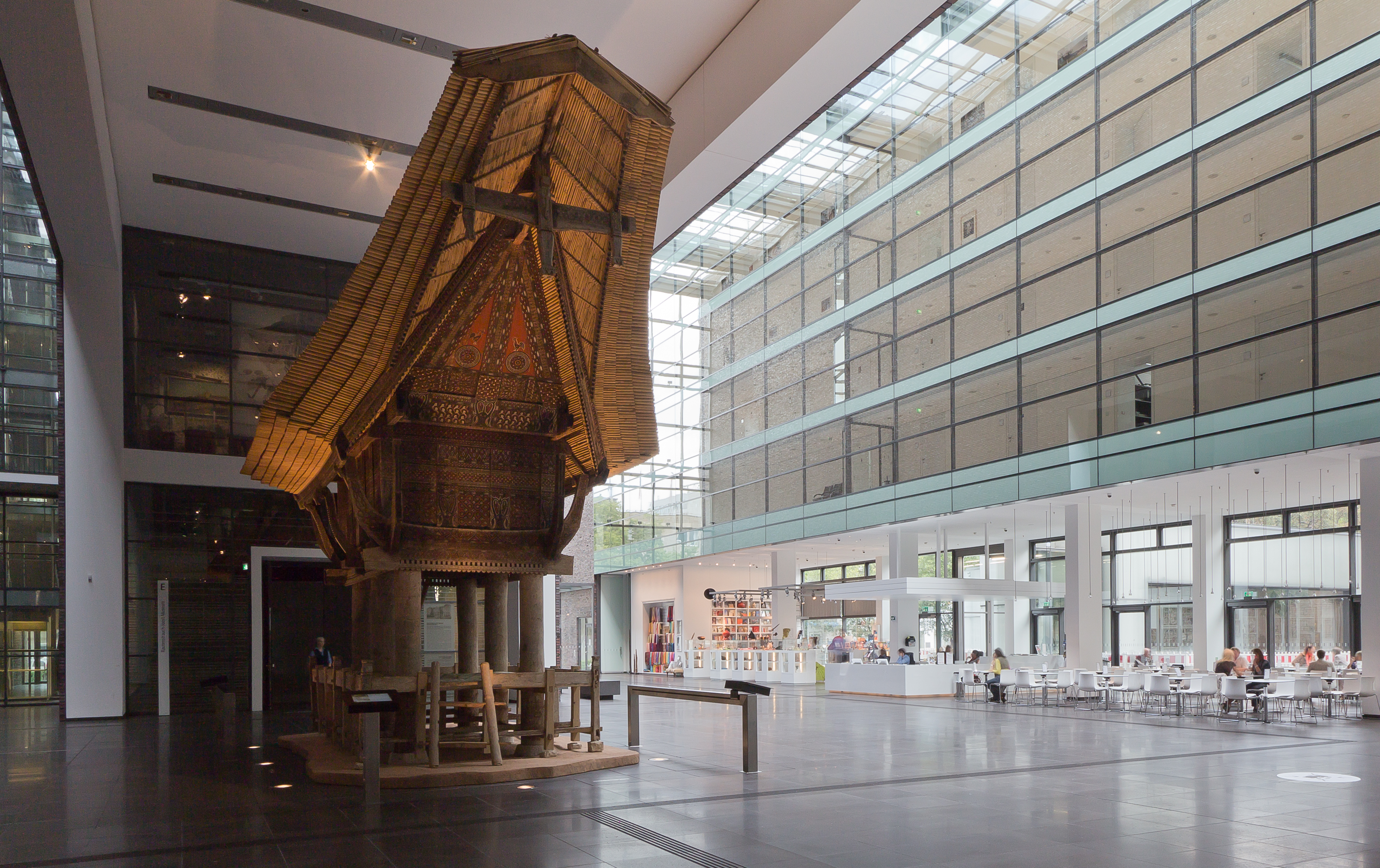
Rautenstrauch-Joest-Museum

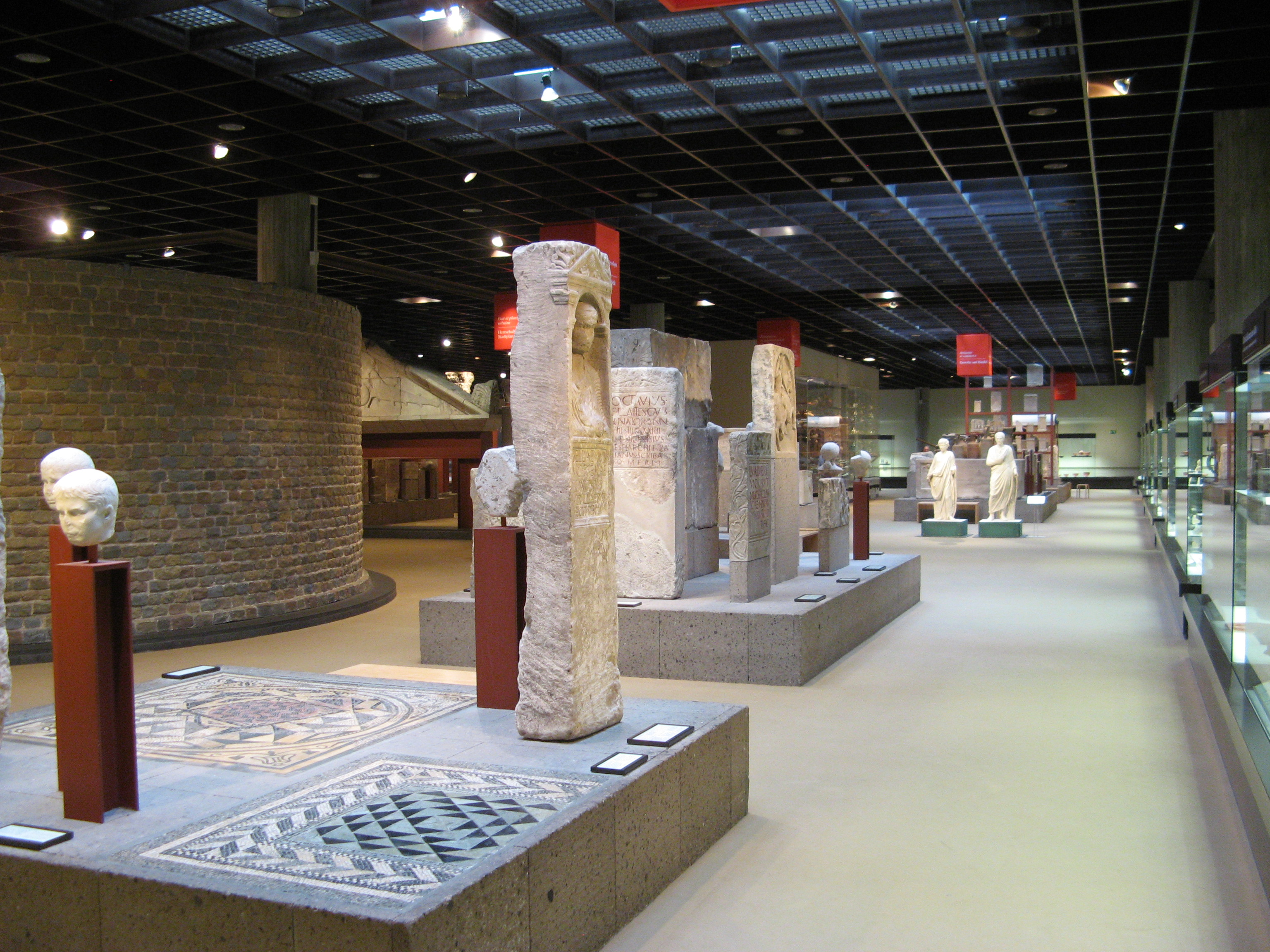
Römisch-Germanisches Museum

Die Museen der Stadt Köln werden seit 1965 durch den Museumsdienst Köln verwaltet. Der Museumsdienst ist eine Einrichtung der Stadtverwaltung Köln und sieht sich als eine der führenden Einrichtungen für Museumspädagogik in Deutschland. Er ist unter anderem verantwortlich für das Marketing der Museen und ist auch an der strategischen Entwicklung des Museumsstandorts Köln beteiligt. Der Museumsdienst initiiert, koordiniert und steuert übergreifende Projekte mit inhaltlichem Schwerpunkt auf der gesellschaftlichen Dimension von Kunst und Kultur.
Weitere museumsbezogene, städtische Einrichtungen sind das Historische Archiv der Stadt Köln mit dem Rheinischem Bildarchiv (RBA) sowie die Kunst- und Museumsbibliothek der Stadt Köln (KMB).
|  | Museum                                                                 | Gegründet | Förderer | Typ                    | Besucher (2018) |
|  | ---------------------------------------------------------------------- | --------- | --- | ---------------------- | --------------- |
|  | Wallraf-Richartz-Museum (WRM)                                          | 1824      | Freunde des Wallraf-Richartz-Museums und des Museums Ludwig e. V. | Kunstmuseum            | 129.180         |
|  | Museum für Angewandte Kunst Köln (MAKK)                                | 1888      | Overstolzengesellschaft | Kunstmuseum            | 63.657          |
|  | Kölnisches Stadtmuseum (KSM) - Zündorfer Wehrturm                      | 1888      | Freunde des Kölnischen Stadtmuseums e. V. | Heimatkundemuseum      | 19.832          |
|  | Rautenstrauch-Joest-Museum (RJM) - JuniorMuseum                        | 1901      | Museumsgesellschaft RJM e. V. | Völkerkundemuseum      | 71.749          |
|  | Museum Schnütgen (MS)                                                  | 1906      | Pro Arte Medii Aevi | Historisches Museum    | 30.455          |
|  | Museum für Ostasiatische Kunst (MOK)                                   | 1913      | Fördererkreis des Museums für Ostasiatische Kunst in Köln e. V. | Kunstmuseum            | 29.532          |
|  | Römisch-Germanisches Museum (RGM)                                      | 1946      | Archäologische Gesellschaft Köln e. V. | Archäologisches Museum | 193.164         |
|  | Museum Ludwig (ML) - Agfa Foto-Historama                               | 1976      | Gesellschaft für Moderne Kunst am Museum Ludwig Freunde des Wallraf-Richartz-Museums und des Museums Ludwig e. V. Kunststiftung im Museum Ludwig Peter und Irene Ludwig Stiftung | Kunstmuseum            | 313.450         |
|  | NS-Dokumentationszentrum der Stadt Köln im EL-DE-Haus                  | 1987      | Verein EL-DE-Haus e. V. | Historisches Museum    | 92.777          |
|  | Archäologische Zone mit - Mikwe - Prätorium - Synagoge - Ubiermonument |           | | Archäologisches Museum | 70.990          |
|  | Römergrab Weiden                                                       | 1848      | Römergrab Weiden Förderverein e. V. | Archäologisches Museum |                 |
|  | Gesamt                                                                 | Gesamt    | Gesamt | Gesamt                 | 1.014.786       |

Generaldirektoren der Museen der Stadt Köln
- Leopold Reidemeister (1954–1957)
- Otto Helmut Förster (1957–1960)
- Gert von der Osten (1960–1975)
- Gerhard Bott (1975–1980)
- Hugo Borger (1981–1990)

### Sonstige öffentliche Museen und Sammlungen
|  | Museum | Gegründet | Typ                                  | Träger                   | Besucher (2011) |
|  | --- | --------- | ------------------------------------ | ------------------------ | --------------- |

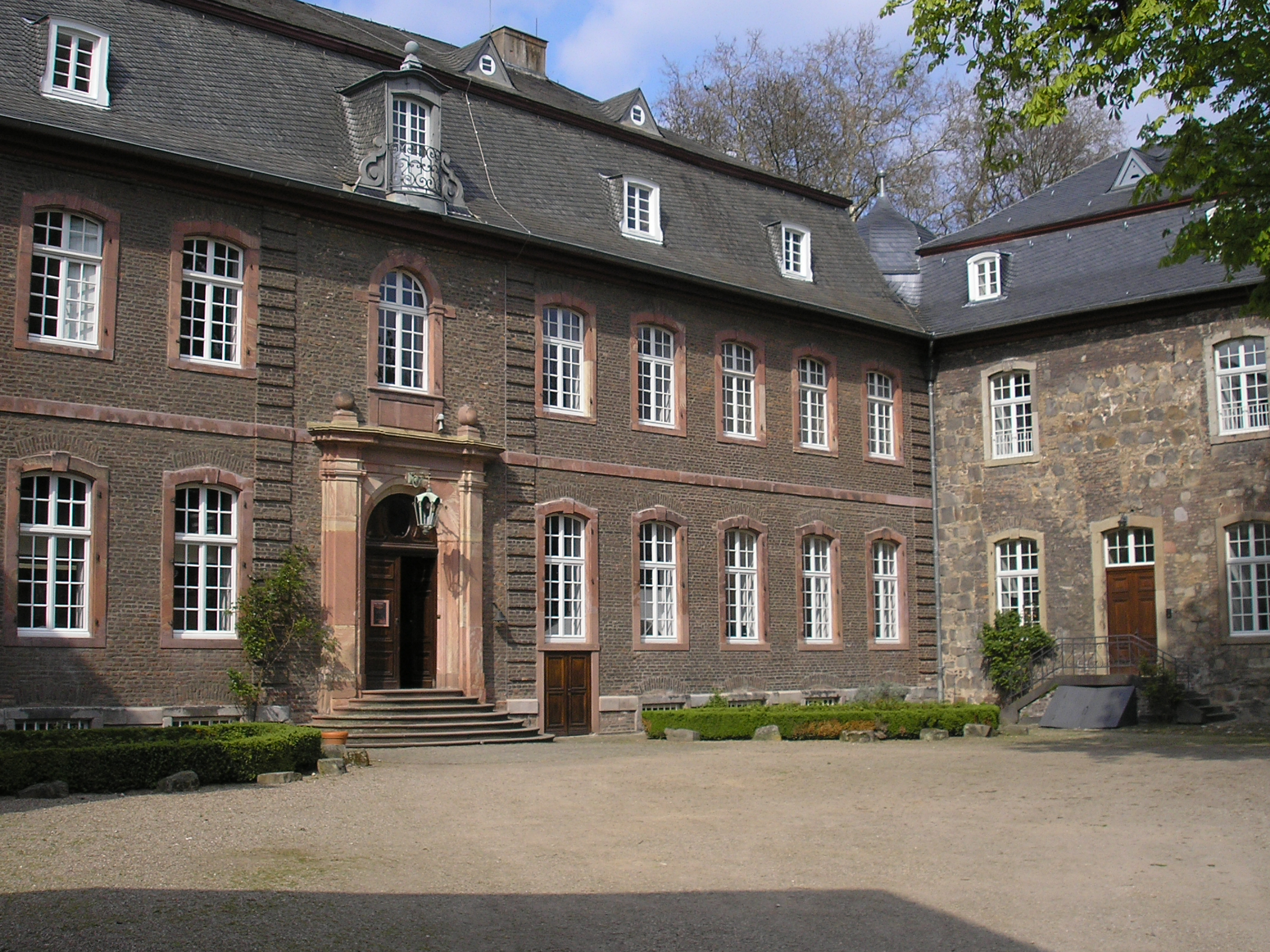
Schloss Wahn

|  | Sammlungen und Museen der Universität zu Köln - Algenkultursammlung - Geomuseum - Herbarium - Instrumentensammlung - Mineralogisch-Petrologische Sammlung - Münzsammlung - Papyrus-Sammlung - Theaterwissenschaftliche Sammlung - Ur- und Frühgeschichtliche Sammlung |           | Kultur- und Naturwissens. Sammlungen | Land Nordrhein-Westfalen |                 |
|  | Sammlungen der Deutschen Sporthochschule Köln (DSHS) - Carl und Liselott Diem-Archiv (CuLDA) |           | Kulturwissens. Sammlung              | Land Nordrhein-Westfalen |                 |

### Kirchliche Museen

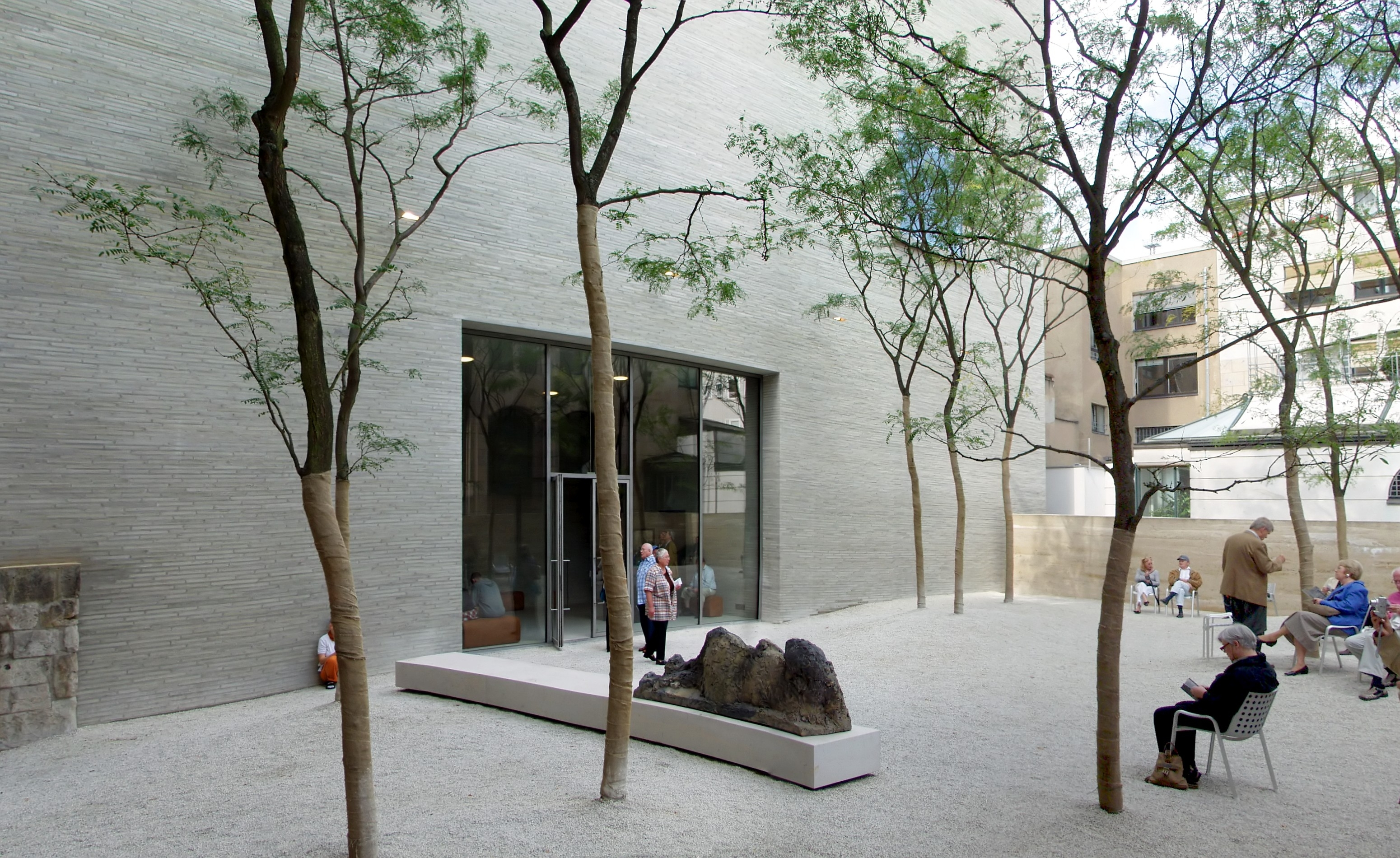
Kolumba

|  | Museum               | Gegründet | Typ         | Träger         | Besucher (2011) |
|  | -------------------- | --------- | ----------- | -------------- | --------------- |
|  | Kolumba              | 1853      | Kunstmuseum | Erzbistum Köln |                 |
|  | Domschatzkammer Köln | 2000      | Kunstmuseum | Erzbistum Köln |                 |

### Private Museen
|  | Museum                                                               | Gegründet | Typ                                 | Träger                                          | Besucher |
|  | -------------------------------------------------------------------- | --------- | ----------------------------------- | ----------------------------------------------- | -------- |
|  | Breslauer Sammlung                                                   | 1951      | Heimatkundemuseum                   |                                                 |          |
|  | Duftmuseum im Farina-Haus                                            |           | Kulturgeschichtliches Spezialmuseum | Johann Maria Farina gegenüber dem Jülichs-Platz |          |
|  | 4711-Museum                                                          |           | Kulturgeschichtliches Spezialmuseum | Mäurer & Wirtz GmbH                             |          |
|  | Technikum der Deutz AG                                               | 1964      | Technikmuseum                       | Deutz AG                                        | 3.600    |
|  | SK Stiftung Kultur - Deutsches Tanzarchiv - Photographische Sammlung | 1976      | Kunstmuseum                         | Sparkasse KölnBonn                              |          |
|  | Käthe Kollwitz Museum Köln                                           | 1985      | Kunstmuseum                         | Kreissparkasse Köln                             |          |
|  | Geldgeschichtliches Museum                                           | 1986      | Historisches Museum                 | Kreissparkasse Köln                             |          |
|  | Rheinisches Industriebahn-Museum                                     | 1987      | Technikmuseum                       | Gemeinnütziger Verein                           |          |
|  | Obstmuseum Gut Leidenhausen                                          | 1988      | Heimatkundemuseum                   |                                                 |          |
|  | Museum Kölner Karnevalsorden                                         | 1991      | Heimatkundemuseum                   | Gemeinnütziger Verein                           |          |
|  |                                                                      |           |                                     |                                                 |          |
|  | Schokoladenmuseum Köln                                               | 1993      | Spezialmuseum                       | Gründerfamilie Imhoff                           | 705.000  |
|  | Straßenbahn-Museum Thielenbruch                                      | 1997      | Technikmuseum                       | Kölner Verkehrs-Betriebe AG                     |          |
|  | Deutsches Sport & Olympia Museum                                     | 1999      | Sportmuseum                         | Deutscher Olympischer Sportbund                 |          |
|  | RadioMuseum Köln                                                     | 1999      | Technikmuseum                       | Gemeinnütziger Verein                           |          |
|  | Kölner Weinmuseum                                                    | 2010      | Kulinarisches Museum                |                                                 |          |
|  | Kölner Festungsmuseum                                                | 2004      | Heimatkundemuseum                   | Institut für Festungsarchitektur                |          |
|  | Kölner Karnevalsmuseum                                               | 2005      | Heimatkundemuseum                   | Gemeinnützige Gesellschaft                      |          |
|  | Kölner Senfmuseum                                                    | 2009      | Kulinarisches Museum                | W. Steffens GmbH                                |          |
|  | Odysseum Köln                                                        | 2009      | Science Center                      | Sparkasse KölnBonn                              |          |
|  | Spielzeugmuseum                                                      |           | Kulturgeschichtliches Spezialmuseum | Klaus Lückert                                   |          |
|  | Museum der Puppengeschichte                                          |           | Kulturgeschichtliches Spezialmuseum | Joyce Merlet                                    |          |
|  | Nippes-Museum für Jugendhilfe und Schule                             |           |                                     | Gemeinnütziger Verein                           |          |
|  | Poller Heimatmuseum                                                  | 2015      | Heimatkundemuseum                   | Hans Burgwinkel                                 |          |
|  | Medizinhistorisches Museum Köln                                      |           |                                     |                                                 |          |

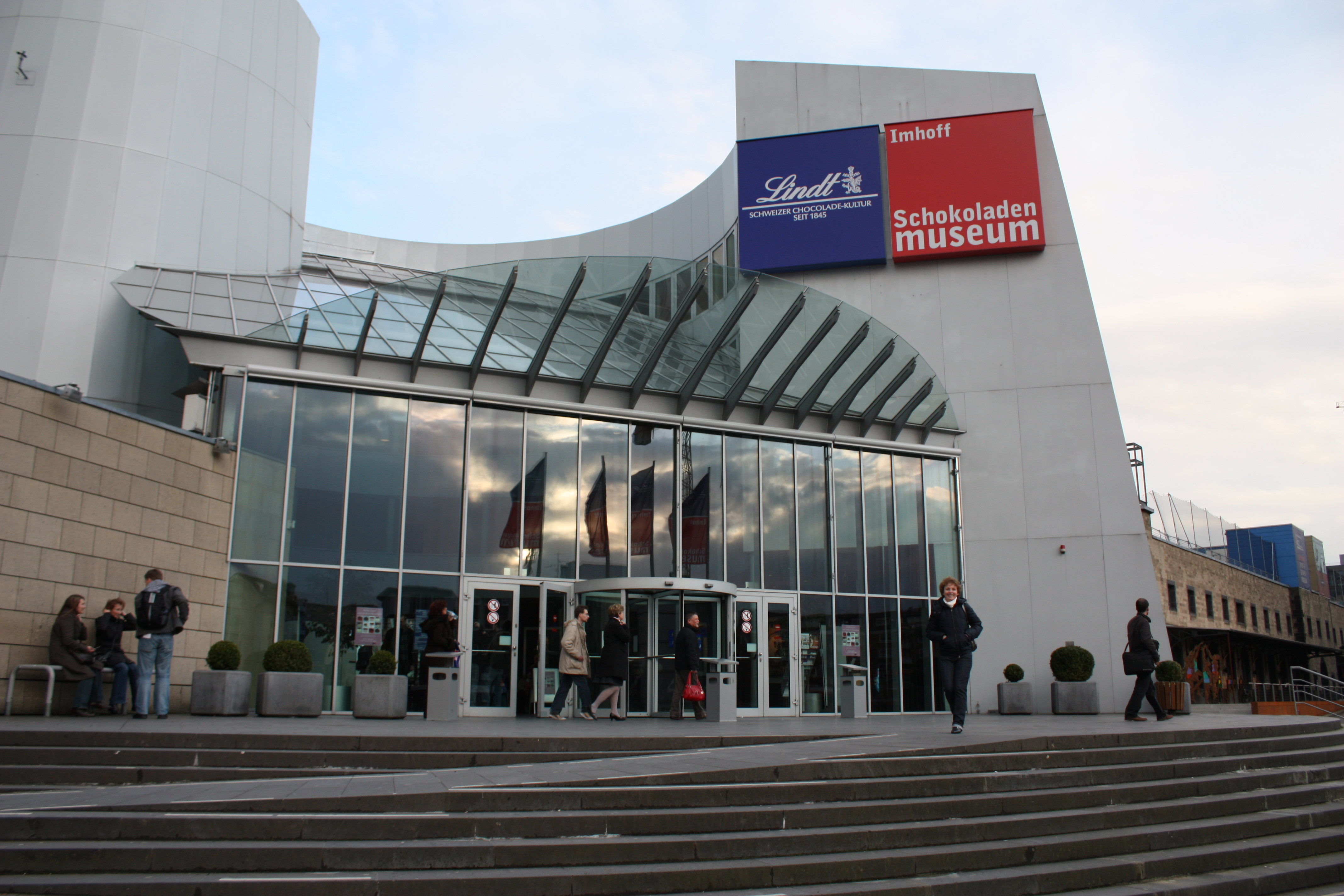
Das Imhoff-Schokoladenmuseum ist mit jährlich rund 650.000 Besuchern das größte Museum in Köln.

Unregelmäßig geöffnete Museen oder nur nach vorheriger Vereinbarung zu besuchen:
- Museum für Gedankenloses
- Museum für Aktionskunst
- Künstlermuseum Beckers Böll
- Feuerwehrmuseum
- Feuerzeugmuseum
- Toyota Collection

Geschlossene Museen oder mit ehemaligem Sitz bzw. Standort in Köln:
- Museum für Vor- und Frühgeschichte
- Beatles-Museum, siehe Beatles-Museum Halle
- Küppers Biermuseum
- Luftfahrtmuseum Butzweilerhof
- Besteckmuseum Glaub (1951–1995)

## Kunst- und Ausstellungshallen

### Städtische Kunst- und Ausstellungshallen
|  | Ausstellungshalle               | Gegründet | Themen                | Förderer                  | Besucher (2011) |
|  | ------------------------------- | --------- | --------------------- | ------------------------- | --------------- |
|  | artothek – Raum für junge Kunst | 1973      | Zeitgenössische Kunst | Freunde der artothek Köln |                 |

Die Josef-Haubrich-Kunsthalle (1967 erbaut und 1979 nach Haubrich benannt) wurde 2002–2003 abgebrochen.

### Private Kunst- und Ausstellungshallen

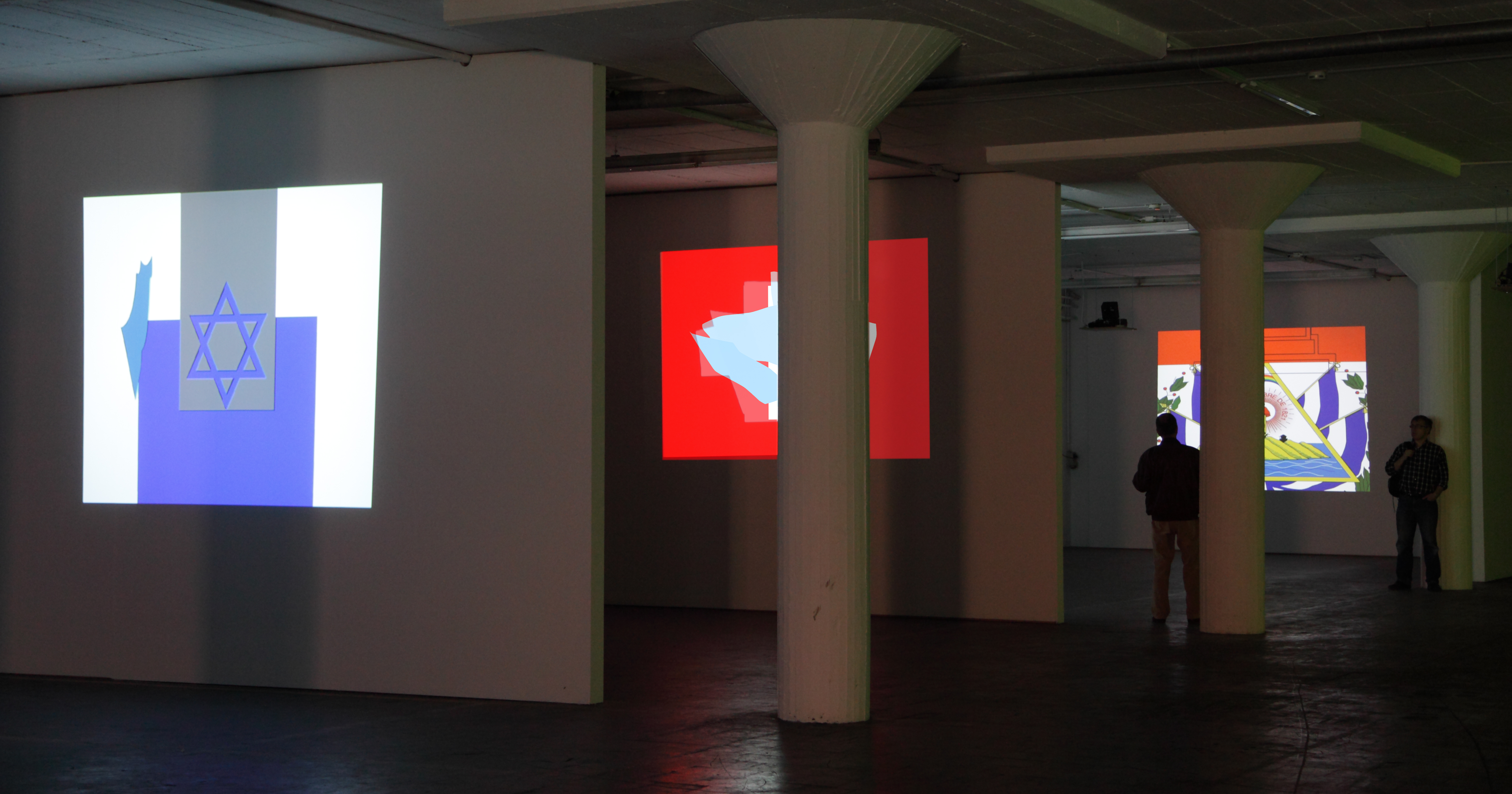
Halle Zehn des CAP Cologne

Zu den über 100 privaten Kunst- und Ausstellungshallen in Köln zählen auch über 20 nichtkommerzielle Kunsträume und freie Kunstinitiativen.
|  | Ausstellungshalle                                                          | Gegründet | Themen                        | Träger                         | Besucher (2011) |
|  | -------------------------------------------------------------------------- | --------- | ----------------------------- | ------------------------------ | --------------- |
|  | Die Brücke – Kölnischer Kunstverein                                        | 1839      | Zeitgenössische Kunst         | Gemeinnütziger Verein          |                 |
|  | Japanisches Kulturinstitut                                                 | 1969      | Japanische Kunst und Kultur   | Japan Foundation               |                 |
|  | Centrum Schwule Geschichte                                                 | 1984      | Geschichte der Homosexualität |                                |                 |
|  | Fuhrwerkswaage Kunstraum                                                   | 1985      | Zeitgenössische Kunst         |                                |                 |
|  | Kunstsalon Köln                                                            | 1994      | Zeitgenössische Kunst         | Gemeinnütziger Verein          |                 |
|  | Kunst-Station Sankt Peter Köln                                             | 1987      | Zeitgenössische Kunst         | Pfarrgemeinde Sankt Peter Köln |                 |
|  | Dokumentationszentrum und Museum über die Migration in Deutschland (DOMiD) | 1990      | Kulturhistorisches Museum     | Gemeinnütziger Verein          |                 |
|  | Skulpturenpark Köln                                                        | 1997      | Zeitgenössische Kunst         | Gemeinnütziger Verein          |                 |
|  | European Kunsthalle                                                        |           | Zeitgenössische Kunst         |                                |                 |
|  | Museum für verwandte Kunst                                                 |           | Zeitgenössische Kunst         |                                |                 |
|  | Kunsthaus Rhenania                                                         | 1987      | Zeitgenössische Kunst         |                                |                 |
|  | Deutzer Zentralwerk der Schönen Künste                                     |           | Zeitgenössische Kunst         |                                |                 |
|  | Beletage                                                                   |           | Zeitgenössische Kunst         |                                |                 |
|  | Lufthansa Galerie                                                          |           | Zeitgenössische Kunst         |                                |                 |
|  | Forum für Fotografie                                                       | 2003      | Fotografie                    |                                |                 |

## Museen in der Region Köln
Zur Region Köln/Bonn gehören neben Köln und Bonn (→ siehe Liste der Museen) die Stadt Leverkusen (→ siehe Liste der Museen) und die Kreise Rhein-Erft-Kreis und Rheinisch-Bergischer Kreis.

### Rhein-Erft-Kreis
- Bedburg
  - Rosengart-Museum
- Bergheim
  - Automobiles und technisches Museum Berendes
  - Bergbaumuseum
  - Pfeifenmuseum „Chateau Henri“
  - Pianomuseum Haus Eller
  - Schloss Paffendorf mit Informationszentrum Braunkohle

- Brühl (Rheinland)
  - Keramikmuseum
  - Max-Ernst-Museum
  - Museum für Alltagsgeschichte

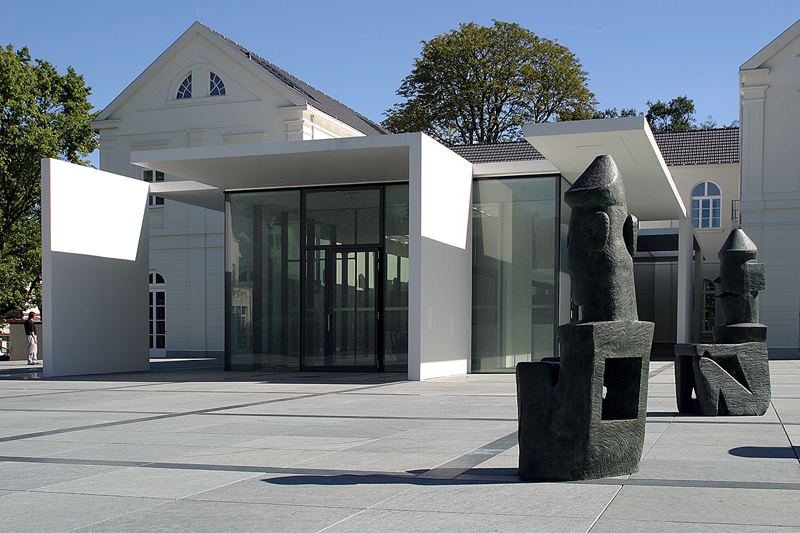
Max-Ernst-Museum

  - Schlösser Augustusburg und Falkenlust
  - Steuermuseum und Finanzgeschichtliche Sammlung der Bundesfinanzakademie
- Frechen
  - Stiftung Keramion – Zentrum für moderne und historische Keramik
- Kerpen
  - Haus für Kunst und Geschichte
  - Kolping-Museum
  - Museum H. J. Baum
  - Villa Trips – Museum für Rennsportgeschichte

### Rheinisch-Bergischer Kreis
- Bergisch Gladbach
  - Bergisches Museum für Bergbau, Handwerk und Gewerbe
  - LVR-Industriemuseum: Papiermuseum Alte Dombach
  - Papiergeschichtliche Sammlung der Stiftung Zanders
  - Schulmuseum Bergisch Gladbach – Sammlung Cüppers